# Sierra de Altomira
Sierra de Altomira är en bergskedja i Spanien.   Den ligger i provinsen Provincia de Cuenca och regionen Kastilien-La Mancha, i den centrala delen av landet, 80 km öster om huvudstaden Madrid.